# Большой баг
«Большой баг» (фр. Bigbug) — фантастическо-комедийный французский фильм режиссёра Жан-Пьера Жёне. Фильм вышел на стриминговой платформе Netflix 11 февраля 2022 года.

## Сюжет
Действие фильма происходит в 2045 году. Он начинается со сценки из вымышленного шоу «Homo Ridiculus», в котором одинаковые роботы модели Йоникс (Yonyx) выгуливают людей как собак. Шоу смотрит подросток Лео, сын Макса, который со своим отцом пришёл в гости к Алисе. Выясняется, что у всех жильцов дома есть домашние роботы. В доме Элис есть домохозяйка Моник, интеллектуальный робот Эйнштейн, робот-уборщик Howard V2 и Том, который когда-то принадлежал Нине, приёмной дочери Алисы. Макс активно ухаживает за Алисой, намереваясь заняться с ней сексом, но вскоре появляются бывший муж Алисы, Виктор, который приезжает с Ниной и своей новой партнершей Дженнифер. Они спешат в аэропорт чтобы уехать на тропический остров «Изола Парадизо», где планируют пожениться. Через некоторое время появляется соседка Алисы, Франсуаза, которая пришла за своей собакой породы джек-рассел Тоби-8 (восьмой по счёту клон после гибели остальных). По телевизору показывают кадры масштабной пробки, которая парализовала движение и работу коммунальных служб. В этот момент искусственный интеллект Нестор, управляющий домом принимает решение закрыть двери, чтобы защитить людей от опасности.
Дальнейшее действие фильма происходит внутри дома. Попытки людей покинуть его напоминают сюжет фильма «Ангел-истребитель» Луиса Бунюэля. Атмосфера всё больше накаляется, все попытки покинуть дом оказываются неудачны, а действие разворачивается преимущественно вокруг взаимодействия роботов и людей. В конце концов в дом заходит робот модели Йоникс, который выполняет роль агента службы безопасности. Его действия становятся всё более угрожающими, приводят к конфликту с людьми, которым удаётся его уничтожить. Однако, покинув дом, люди оказываются окружены другими Йониксами. Внезапно прилетают дроны и убивают Йониксов: как выяснилось, дроны должны были убить людей, но из-за бага были запрограммированы на уничтожение Йониксов. 
За пастельным ретрофутуристическим фасадом скрывается целый ряд слоев и подтекстов — от сатиры на то, как бездумно современный обыватель полагается на всевозможные гаджеты и облегчающие жизнь устройства (нередко почти бесполезные), до исследования человеческой природы — причём сразу в двух направлениях. Одни роботы пытаются постичь мышление человека, нелепо-трогательно (а порой и довольно пугающе) подражая хозяевам, штудируя книги и переодеваясь. Другие руководствуются холодной машинной логикой — впрочем, может, не такой уж и машинной. Если присмотреться, Йоникс взяли в оборот вполне себе человеческие черты, только самые худшие. Это безжалостные бюрократы, садисты, получающие явное удовольствие от низведения своих творцов до животного уровня. Здесь у нас не мрачный киберпанковский триллер из 1980-х, но принцип «high tech, low life» соблюдается. Жизнь героев нельзя назвать действительно хорошей. Кто-то, как Алиса, цепляется за старые вещи, но пластмассовый мир вполне победил.

## В ролях
- Эльза Зильберштейн — Алис
- Изабель Нанти — Франсуаза
- Стефан Де Гродт — Макс
- Клод Перрон — Моник
- Юсеф Хаджди — Виктор
- Клэр Шюст — Дженнифер
- Альбан Ленуар — Грег
- Марисоль Фертар — Нина
- Франсуа Леванталь — Йоникс
- Жюльет Виатр — женщина из воздушной рекламы
- Доминик Пинон — Игорь
- Эли Тонна — Лео

## Съёмки
Съёмки фильма начались в октябре 2020 года в условиях ограничений, связанных с пандемией COVID-19.